# Mezgraja (Ugljevik)
Pour les articles homonymes, voir Mezgraja.
Mezgraja (en serbe cyrillique : Мезграја) est un village de Bosnie-Herzégovine. Il est situé dans la municipalité d'Ugljevik et dans la république serbe de Bosnie. Selon les premiers résultats du recensement bosnien de 2013, il compte 472 habitants.

## Démographie

### Répartition de la population par nationalités (1991)
En 1991, le village comptait 714 habitants, répartis de la manière suivante :